# 最終氷期
最終氷期（さいしゅうひょうき、英: Last Glacial Period）とは、およそ7万年前に始まって1万年前に終了した一番新しい氷期のことである。この時期は氷期の中でも地質学的、地理学的、気候学的に最も詳しく研究されており、気温や、大気・海洋の状態、海水準低下により変化した海岸線など緻密な復元が進んでいる。

## 名称
俗に「氷河期」という言葉を使うときはこの時代を指すことが多い。地域によってヴュルム氷期、ウィスコンシン氷期と呼び分ける。最も氷床が拡大したおよそ2.1万年前を最終氷期の最寒冷期（最終氷期最盛期、Last Glacial Maximum、LGM）と呼ぶ。

## 最終氷期最寒冷期の環境

### 氷河作用の影響を直接受けた地域

最終氷期の最寒冷期（LGM）における植生。灰色は氷床に覆われた地域

この時代は、およそヨーロッパ北部全域、カナダのほぼ全域と、西シベリア平原の北半分が巨大な氷床に覆われていた。北アメリカではその南限は五大湖周辺、東ヨーロッパではライン川の河口からクラクフ、ロシアではモスクワからアナバル川河口まで達していた。アイスランド全島、南部を除いたブリテン諸島も氷床に覆われていた。一方南半球では、パタゴニア氷床がチリ南部、南緯41度付近まで達した。チベットや、カシミール地方のバルティスタン（パキスタン北端部）とラダック（インド西北部）、アンデス山脈のアルティプラーノも氷床が広がった。アフリカ、中東、東南アジアでは小規模な山岳氷河が形成され、特にアフリカではアトラス山脈とバレ山地、東南アジアではニューギニア島に氷河が存在した。オビ川、エニセイ川をせき止めた広大な氷床は、巨大な湖を形成した。
永久凍土が、ヨーロッパでは氷床の南から現在のハンガリーのセゲドまで、アジアでは北京まで発達していた。しかし北アメリカでは標高の高いところ以外では氷床の南域に永久凍土は発達しなかった。
氷床に覆われた時期の北アメリカは現在の氷河地域のような気候であったが、東アジアやアラスカの一部は標高の高いところ以外は氷河化していなかった。この特殊な現象には3つの原因が考えられる。
- 寒流の親潮がベーリング陸橋に遮断されていたため、太平洋は大西洋より暖かかった。
- 現在の東アジアの降水量は夏に非常に多いが、冬はヨーロッパや北アメリカの同緯度と比べて極端に少ないことから、氷河が形成されるだけの降雪が起こらなかったと推測される。
- 東アジアには東西方向に高い山々が連なっているため、氷床の南下が妨げられた。

### 乾燥地域
現在の温暖な地域では、最終氷期最寒冷期の気候は非常に乾燥して一般に寒冷であった。極端なケースでは、南オーストラリアやサハラ砂漠南部のサヘル地域では降水量は9%まで減少し、植物相は氷河に覆われたヨーロッパや北アメリカ地域と同じくらいまで減少した。
比較的影響の少なかった地域でも熱帯雨林は大きく縮小し、西アフリカの熱帯雨林はグラスランド（熱帯性の大草原）に囲まれて「避難するような」状態であった。アマゾンの熱帯雨林は拡大したサバナによって2つに分割されていた。東南アジアの熱帯雨林地域も似たような影響を受け、スンダランドの東西端以外は落葉林が広がっていたと思われる。中央アメリカとコロンビアのチョコ地域だけが熱帯雨林として実質的に損なわれずに残っていたが、それはおそらく現在でも極めて大量の雨が降る地域だからであろう。
砂漠地域のほとんどはその面積を拡大していた。ただアメリカ西部では例外的にジェット気流が変化し、現在の砂漠が占める地域に大量の雨を運んでいた。オーストラリアは移動する砂丘に大陸の50%が覆われ、南米のグランチャコやパナマも同様に乾燥していた。
現在の亜熱帯地域、特にオーストラリア東部やブラジルの大西洋沿岸森林地域（Atlantic Forest）や中国南部では乾燥化により森林の大部分を喪失し、荒涼としたウッドランド（疎開林）が分布していた。中国北部は寒冷だが氷河に覆われることはなくツンドラと大草原が混在し、森林の北限は少なくとも現在より緯度にして20度南にあった。

## 最終氷期の海水準低下とその影響
最終氷期の最盛期には、数十万立方キロメートルといわれる大量の氷がヨーロッパや北米に氷河・氷床として積み重なった。海水を構成していた水分が蒸発して降雪し陸上の氷となったため、地球上の海水量が減少、世界中で海面が約120メートルも低下した。その影響で海岸線は現在よりも沖に移動していた。この海水準がもっとも低下した時代、東南アジアでは現在の浅い海が陸地になっており「スンダランド」を形成していた。アジアとアラスカの間にはベーリング陸橋が形成され、ここを通って北アメリカに人類が移住したと信じられている（海水準変動を参照）。
日本列島およびその周辺では、海岸線の低下によって北海道と樺太、ユーラシア大陸は陸続きとなっており、現在の瀬戸内海や東京湾もほとんどが陸地であった。また、東シナ海の大部分も陸地となり、日本海と東シナ海をつなぐ対馬海峡もきわめて浅くなり、壱岐は九州と陸続きとなり、対馬暖流の流入が止まったと言われている。この影響もあり日本列島は現在より寒冷で、冬季の降雪量が少なかったと考えられ、北海道では永久凍土やツンドラ、標高の高い地域では山岳氷河が発達し、針葉樹林は西日本まで南下したと言われている。

## 最終氷期の気候変動
最終氷期というと長い間続いたと一般には思われているが、実際は短い周期で気候が激しく変動していたことがわかってきた。最寒冷期の状態が続いたのは実際は非常に短い間、おそらく2000年ほどであったと専門家は考えている。最寒冷期の直前は多くの地域では砂漠も存在せず、現在よりも湿潤であったようである。特に南オーストラリアでは、4万年前から6万年前の間の湿潤な時期にアボリジニが移住したと思われる。
最終氷期が終わった現在の完新世のことを後氷期と呼ぶこともある。その移行期に大きな「寒の戻り」がおこり一時的に氷期のような寒冷な気候になった。この時期はヤンガードリアス期（およそ1万3000年前）と呼ばれ、約10年のあいだに気温が約7.7℃以上下降したことがわかっている。これは氷期から間氷期に移行する時の急激な温暖化によって、北半球の氷床が溶解し、大量の淡水が大西洋に流入して海洋・気候のシステムに大きな影響を与えたためと言われていた。